# マリアノ・フォルトゥーニ
マリアノ・フォルトゥーニ（Mariano Fortuny y Marsal または Marià Josep Bernat Fortuny i Marsa、1838年6月11日 - 1874年11月21日）は、国内外で称賛を受けていた当時のスペインにおける代表的な画家。短い生涯の中で、オリエンタリズムを主題としたロマン主義的絵画、歴史的風俗画、スペインの植民地主義時代の戦争画などを描いた。

## 略歴
スペイン、カタルーニャ州のレウスに生まれた。父親はフォルトゥーニが生まれる前に亡くなり、母親もフォルトゥーニが12歳の時に亡くなり、家具職人の祖父に育てられた。14歳の時、祖父とバルセロナに移り、彫刻家タラルン(Domènec Talarn)に宿を提供され、ラ・リョッジャ美術学校(Escuela de la Lonja)に入学し、4年間、クラウディ・ロレンサレやパウ・ミラに学んだ。1857年3月に奨学金を得て、ローマに留学し、1858年から2年間ローマに滞在した。ローマに滞在していたスペイン人画家、エドゥアルド・ロサレス(Eduardo Rosales)やディオスコロ・プエブラ(Dióscoro Puebla)と知り合い、イタリア人画家のアッティリオ・シモネッティと友人になり弟子にした。
1859年にバルセロナの州政府に呼び戻され、スペイン・モロッコ戦争の従軍画家としてモロッコへ派遣された。1959年の2月から4月までモロッコに滞在し、風景や戦闘場面のスケッチをし、帰国後マドリードやバルセロナで展示した。これらのスケッチから後の戦争画の代表作が生まれ、フォルトゥーニが「オリエンタリズム」の画家として中東の風物を描く契機となった。
1866年にパリに出て「オリエンタリズム」の画家、ジャン＝レオン・ジェロームに学び、画商のアドルフ・グーピルのために働いた。パリではオラース・ヴェルネやアンリ・ルニョーとも知り合って影響を受けた。マドリードに戻り結婚した。息子のマリアノ・フォルトゥーニ・イ・マドラーソ(Mariano Fortuny y Madrazo)は服飾デザイナーとして有名になった。
1874年にローマでマラリアで没した。
フォルトゥニの死後は、義理の兄弟であるリカルド・デ・マドラーソがアトリエを整理し、オテル・ドゥルオーのオークションに出品する準備をした。

## ギャラリー

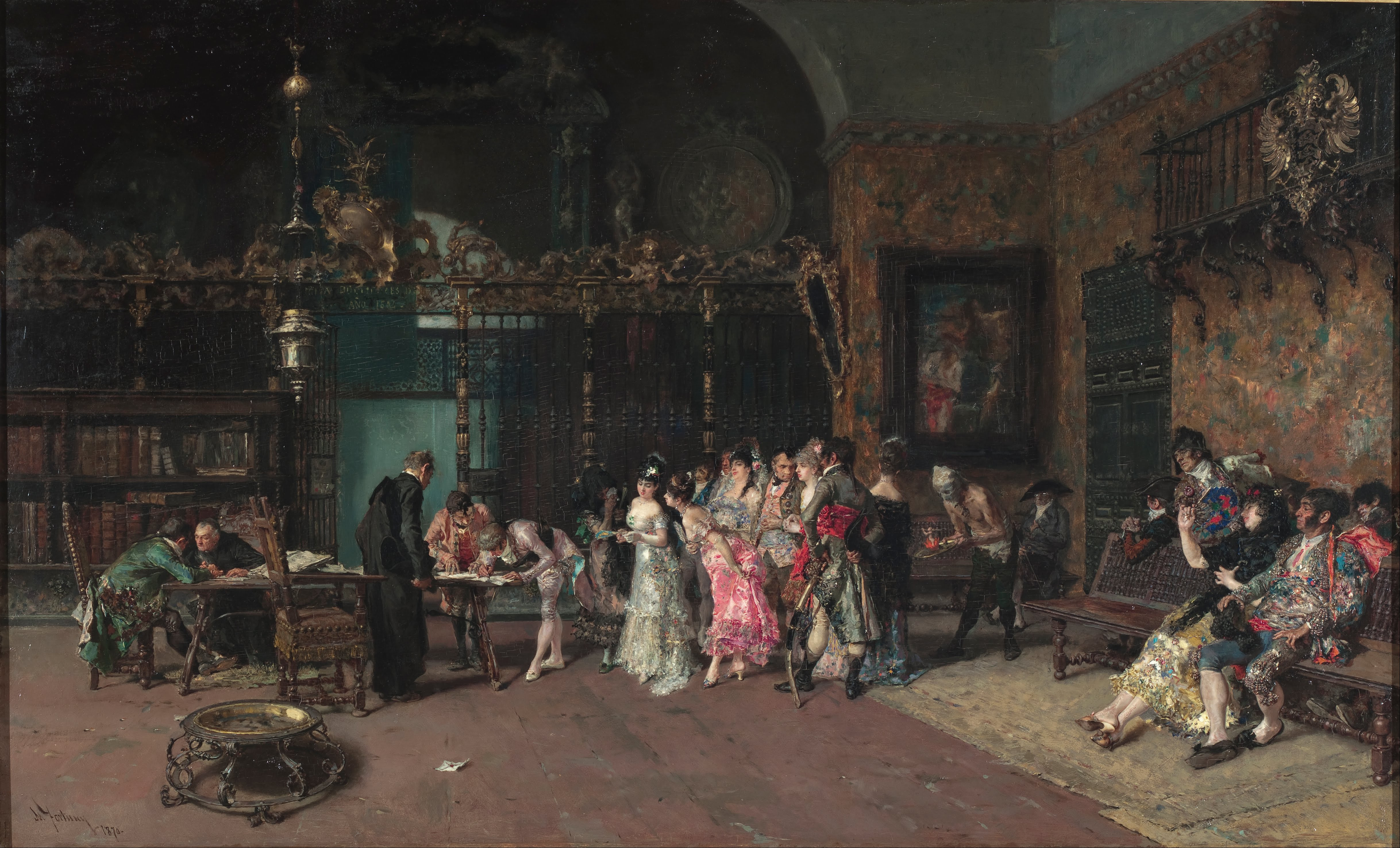
『スペインの結婚式』1870年、カタルーニャ美術館
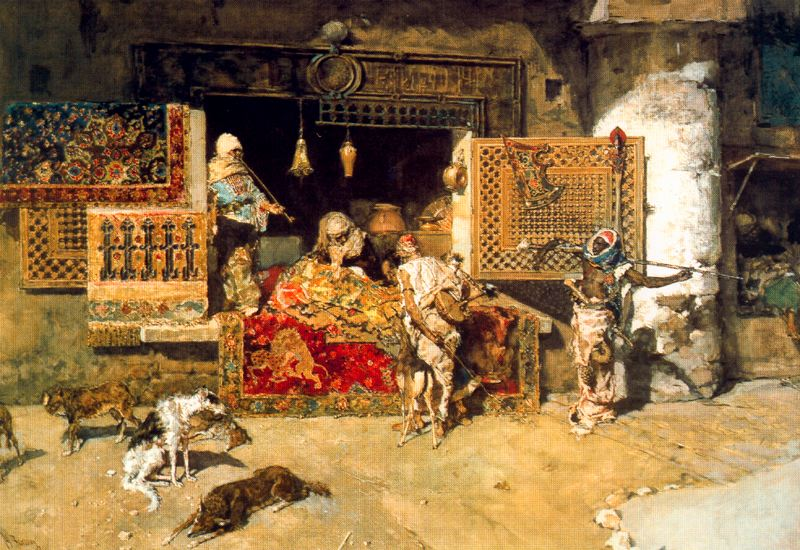
『タペストリー売人』1870年
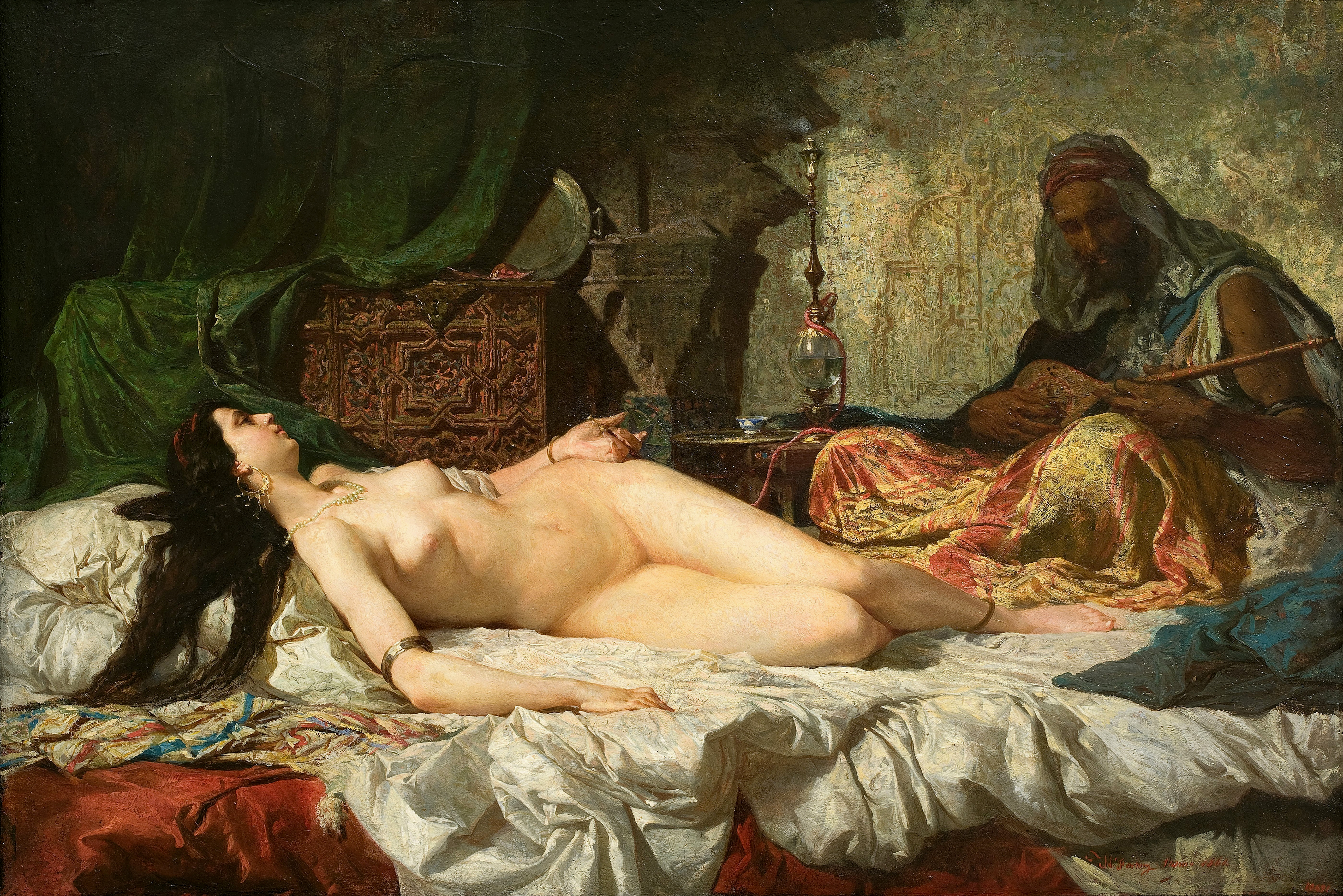
『オダリスク』1861年
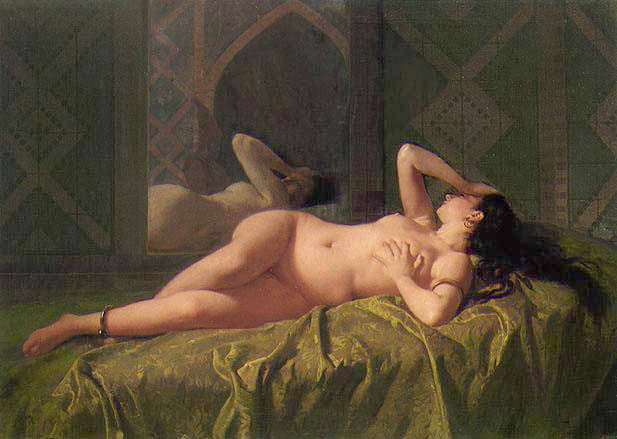
『オダリスク』1862年
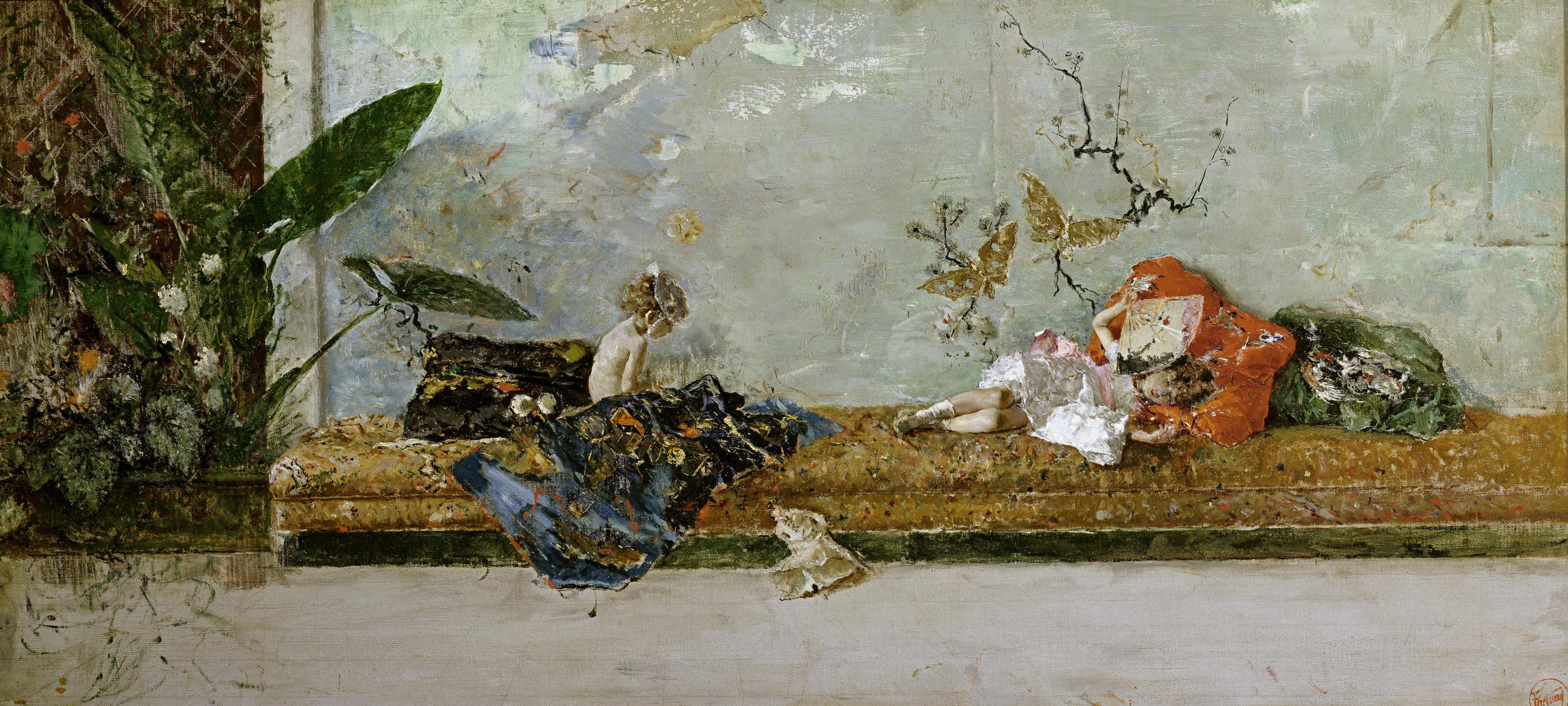
『日本風のサロンにいる画家の子供たち』1874年、マドリード、プラド美術館